# Мерида (Іспанія)
Ме́рида, або Меріда (ісп. Mérida, естр. Méria) — місто в Іспанії, столиця автономного співтовариства Естремадура. Заснована 25 року за наказом римського імператора Августа як поселення ветеранів-емеритів. Була адміністративним центром римської провінції Лузітанія, одним з головних міст Римської Іспанії. 713 року захоплена мусульманами. 1230 року визволена християнським військом леонського короля Альфонсо X, стала центром пріорства Ордену святого Якова. Сильно постраждала в ході Піренейської війни з французами. 1936 року в ході громадянської війни в Іспанії відбулася битва за Мериду, внаслідок якої іспанські націоналісти здобули місто. Римські пам'ятки Мериди включені до списку Світової спадщини ЮНЕСКО. Населення — 55 568 осіб (2008).

## Назва
- Емери́та-Авгу́ста (лат. Emerita Augusta) — антична римська назва; походить від римських ветеранів-емеритів з війська Октавіана Августа, для яких він заснував місто.
- Ме́рида, Меріда (ісп. Mérida) — іспанська назва, що походить від римської.

## Історія
Місто засноване в 25 до н. е. під назвою Emerita Augusta за наказом Імператора Августа для захисту моста через річку Гвадіану.
Першими поселенцями були ветерани-емерити римських легіонів — 5-го «Жайворонки» і 10-го «Близнюки». Місто стало столицею провінції Лузітанія й одним з найважливіших міст Римської імперії. У Мериді збереглося більше важливих римських монументів, ніж будь-якому іншому іспанському місті. Один з монументів, що збереглися до нашого часу, — тріумфальна арка Траяна.

## Населення
| Мерида (Іспанія): демографічний розвиток від 1991 до 2015 |         |         |         |         |         |
| 1991                                                      | 1996    | 2001    | 2006    | 2008    | 2015    |
| 49 284                                                    | ▲51 830 | ▼50 271 | ▲53 915 | ▲55 568 | ▲60 010 |

## Релігія
- Центр Меридо-Бадахоської архідіоцезії Католицької церкви.

## Галерея

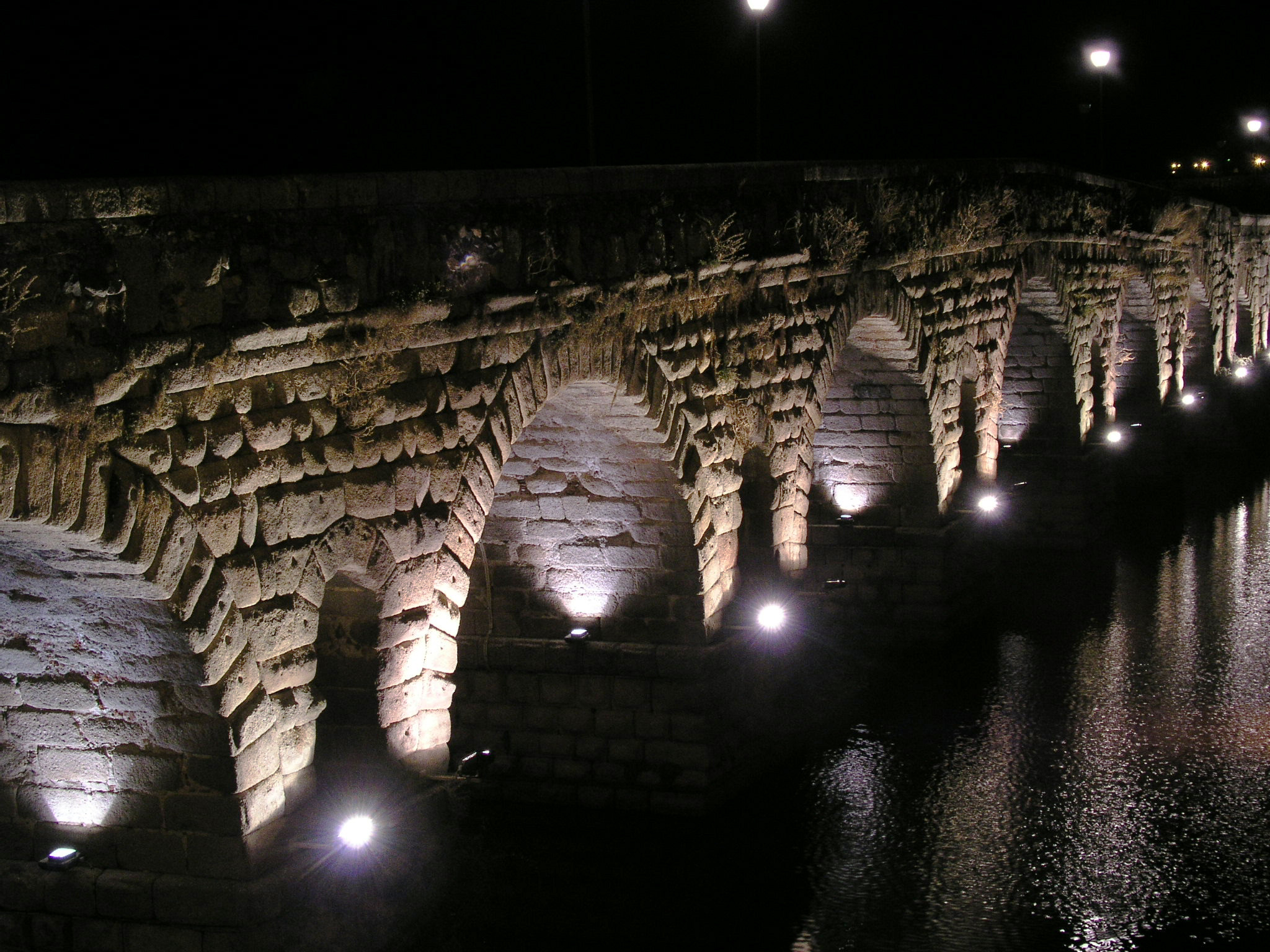
Римський міст
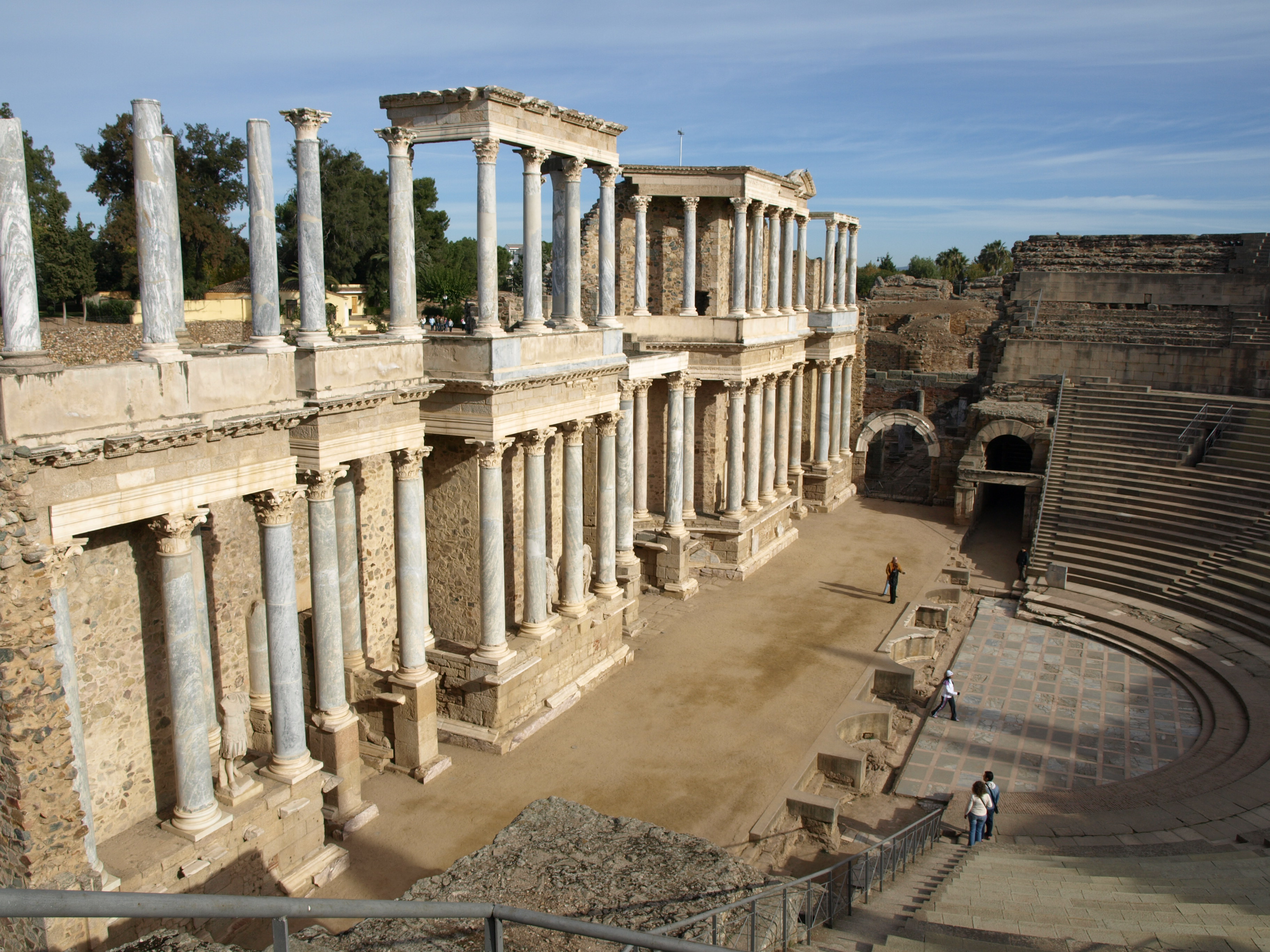
Римський театр.
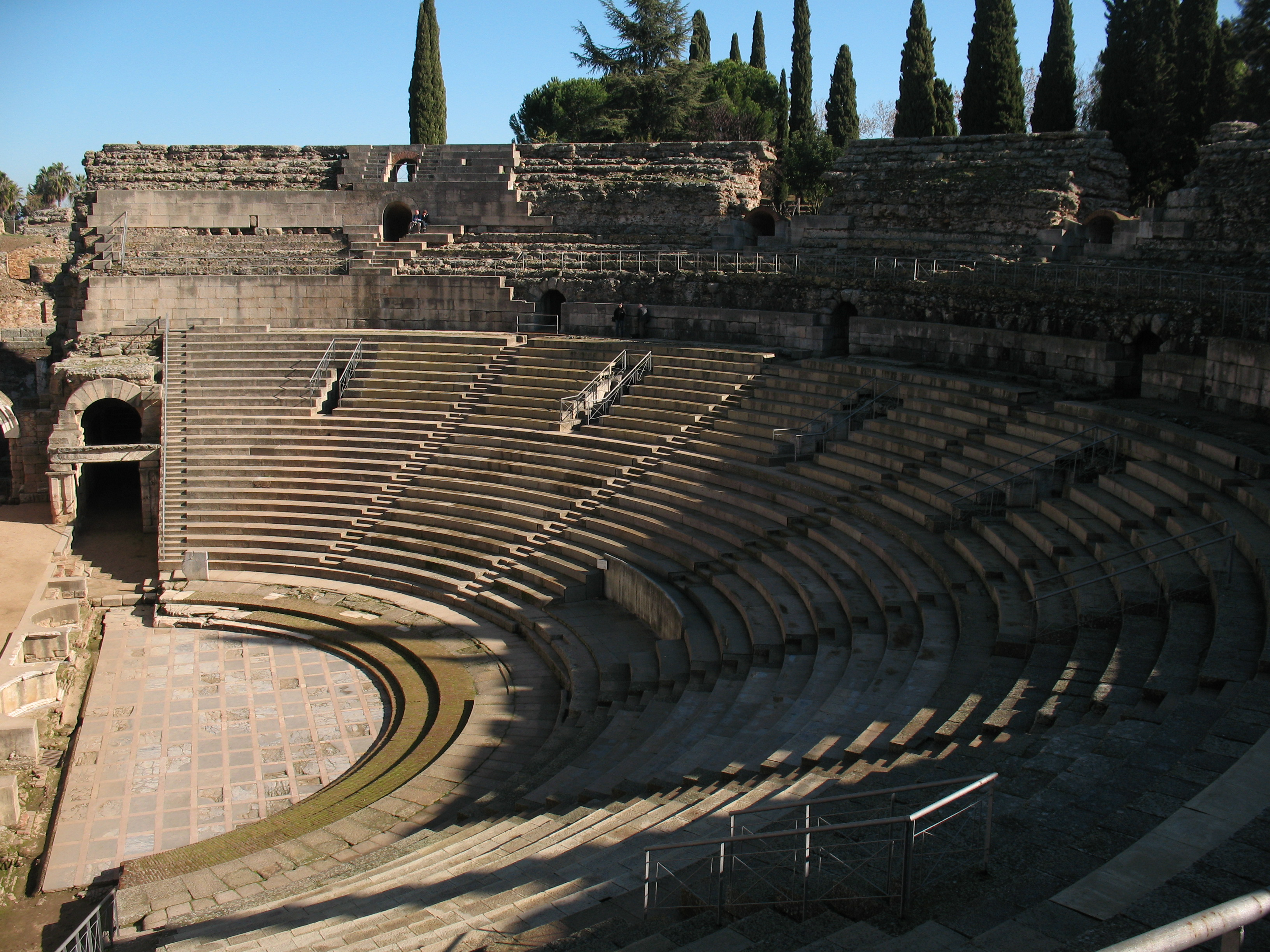
Римський театр.
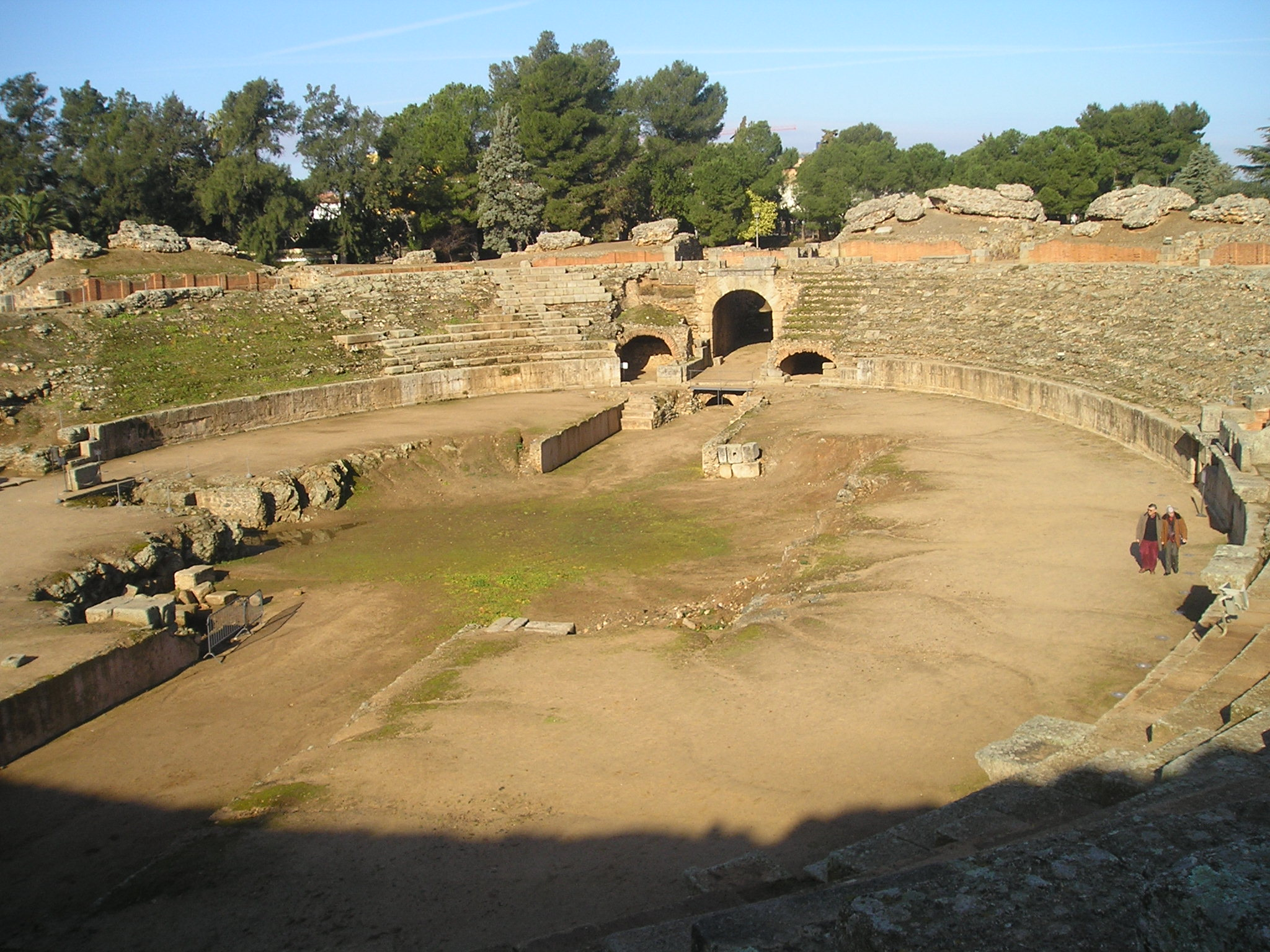
Римський цирк.
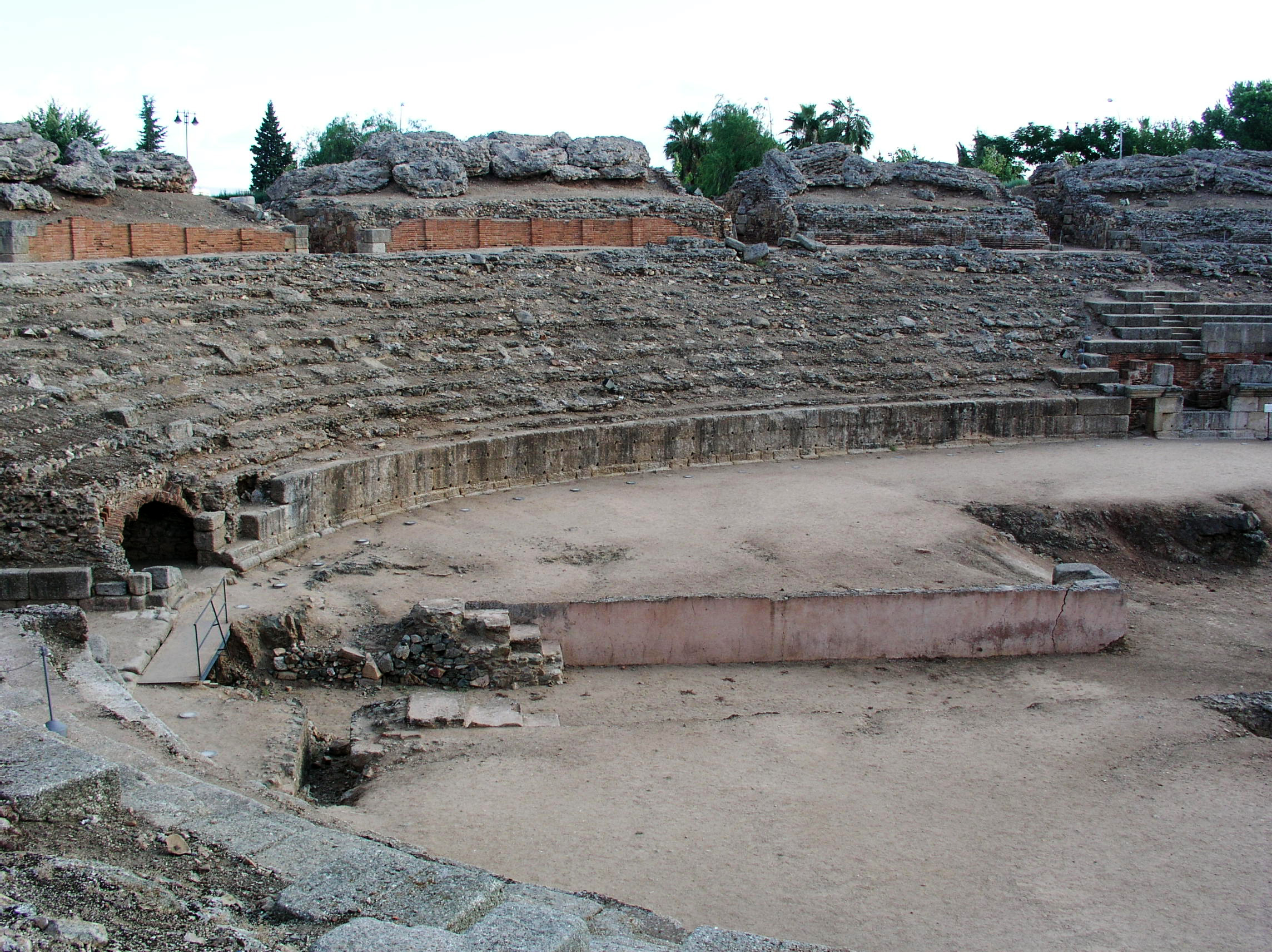
Римська арена гладіаторів.
Римський акведук.Римський акведук.
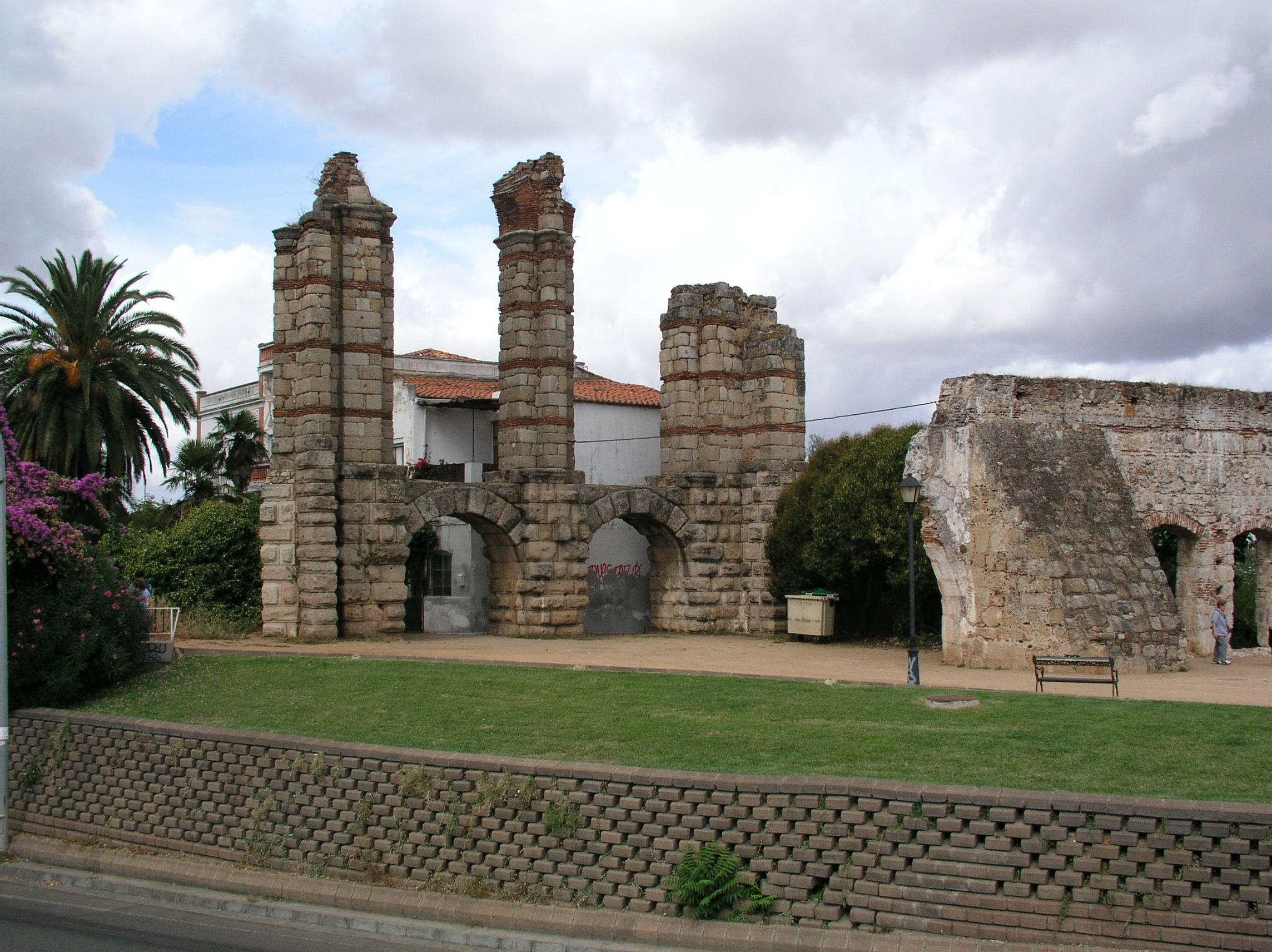
Римський акведук.
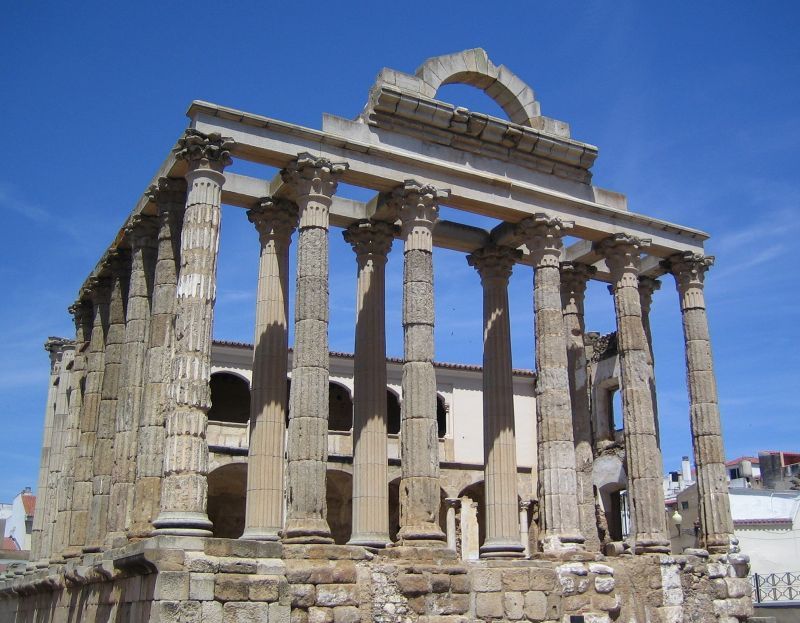
Храм Діани в римському форумі.
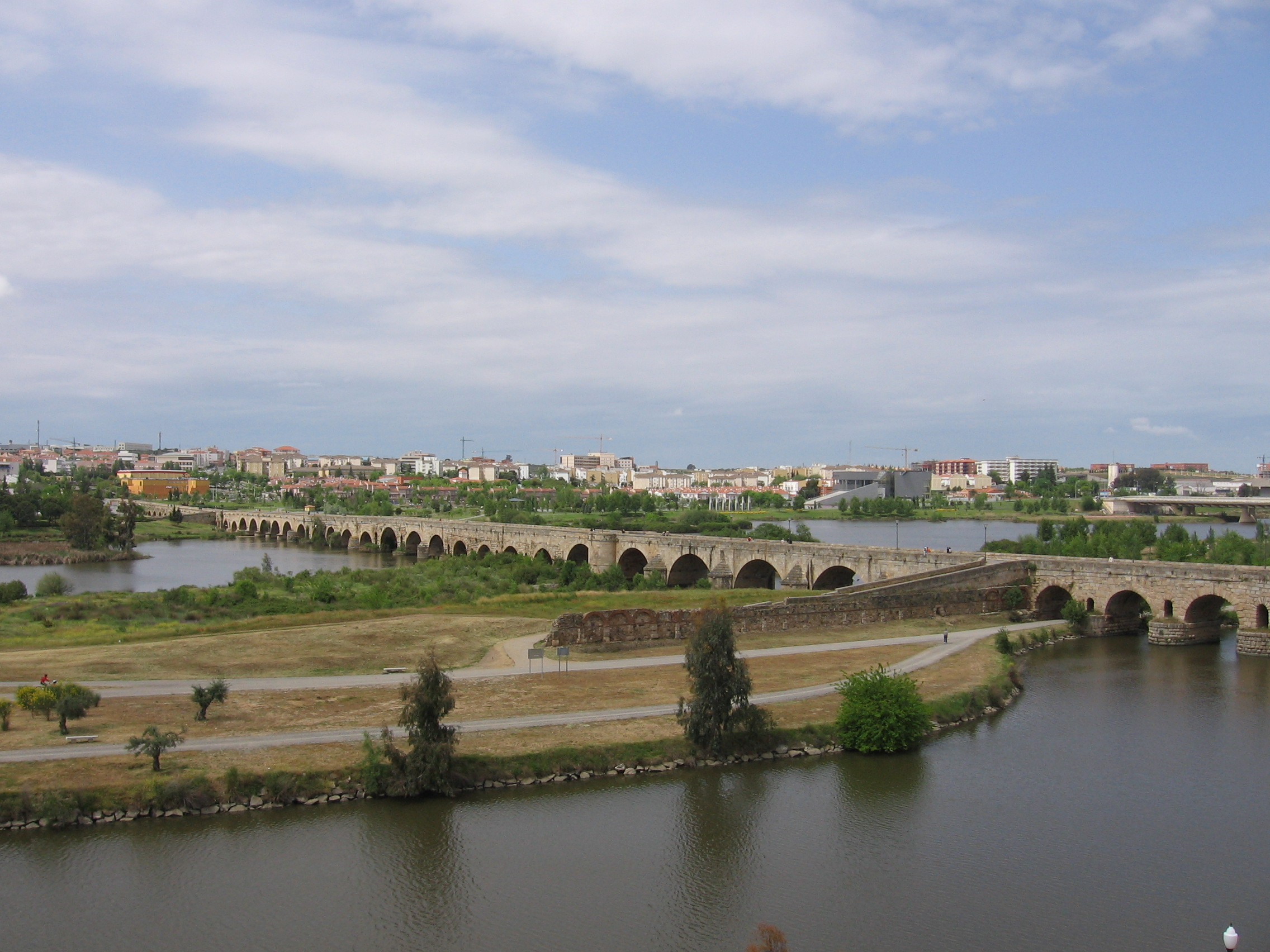
Римський міст — найдовший римський міст з існуючих.
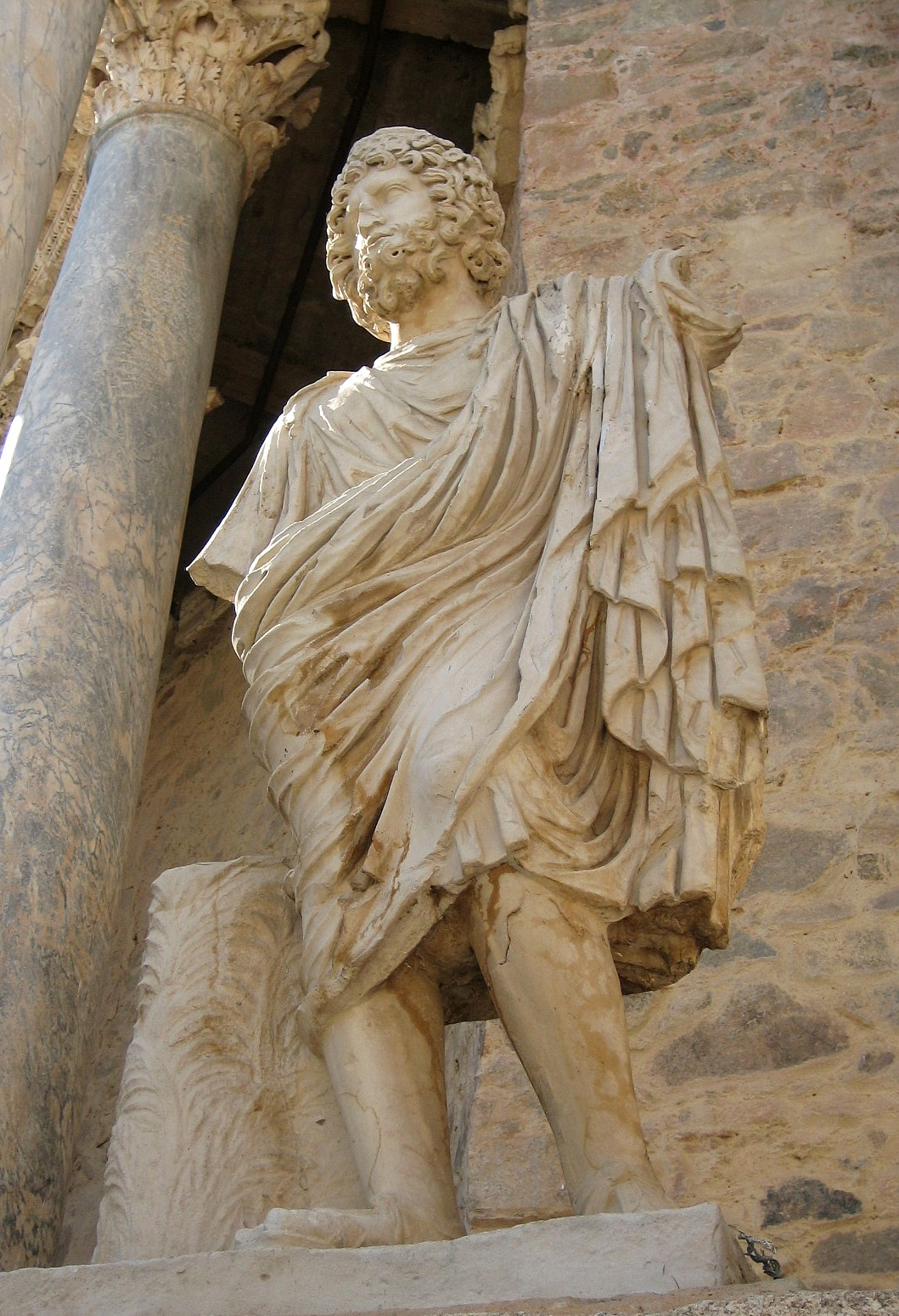
Одна із статуй в римському театрі.
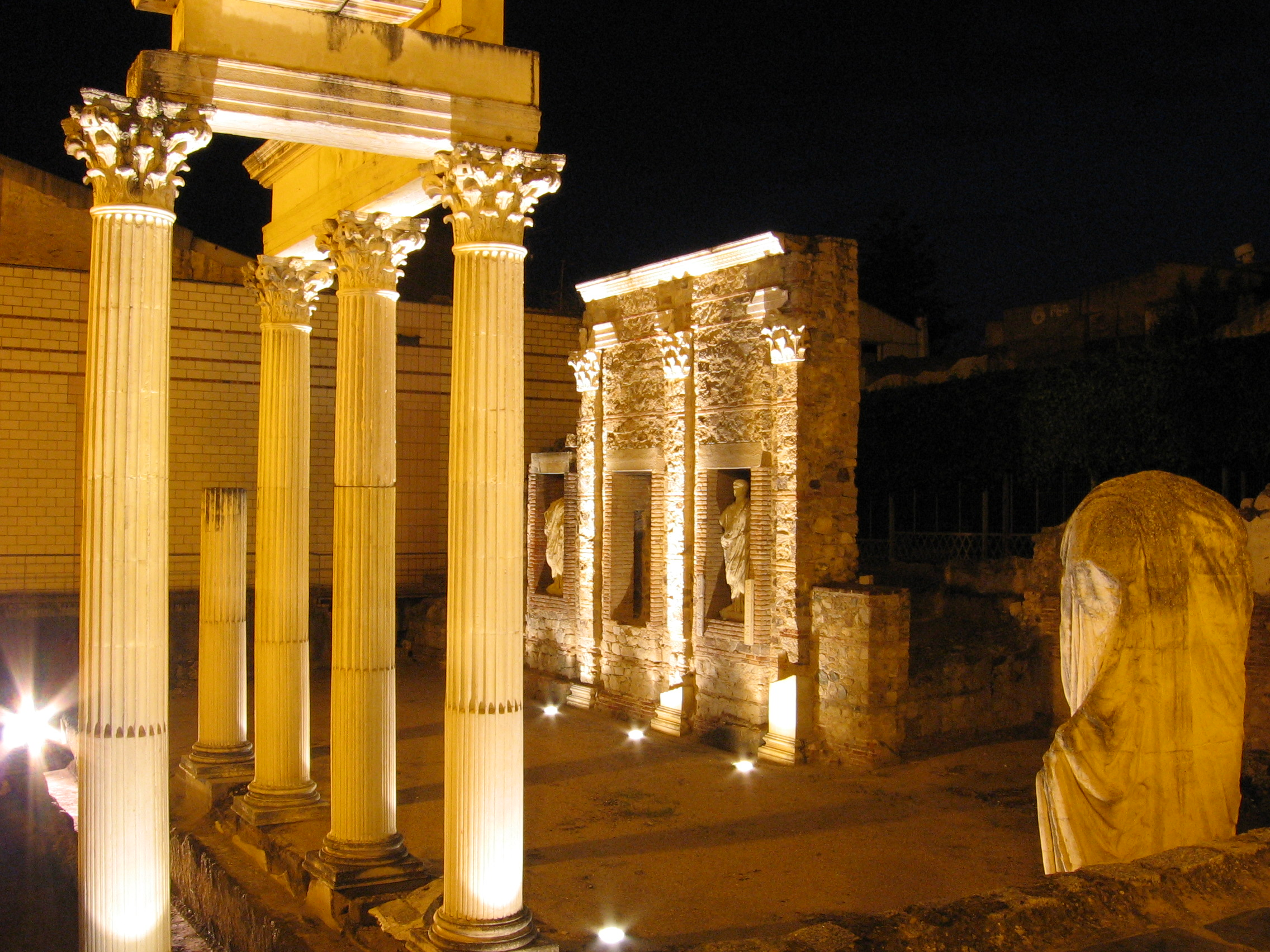
Римський форум.
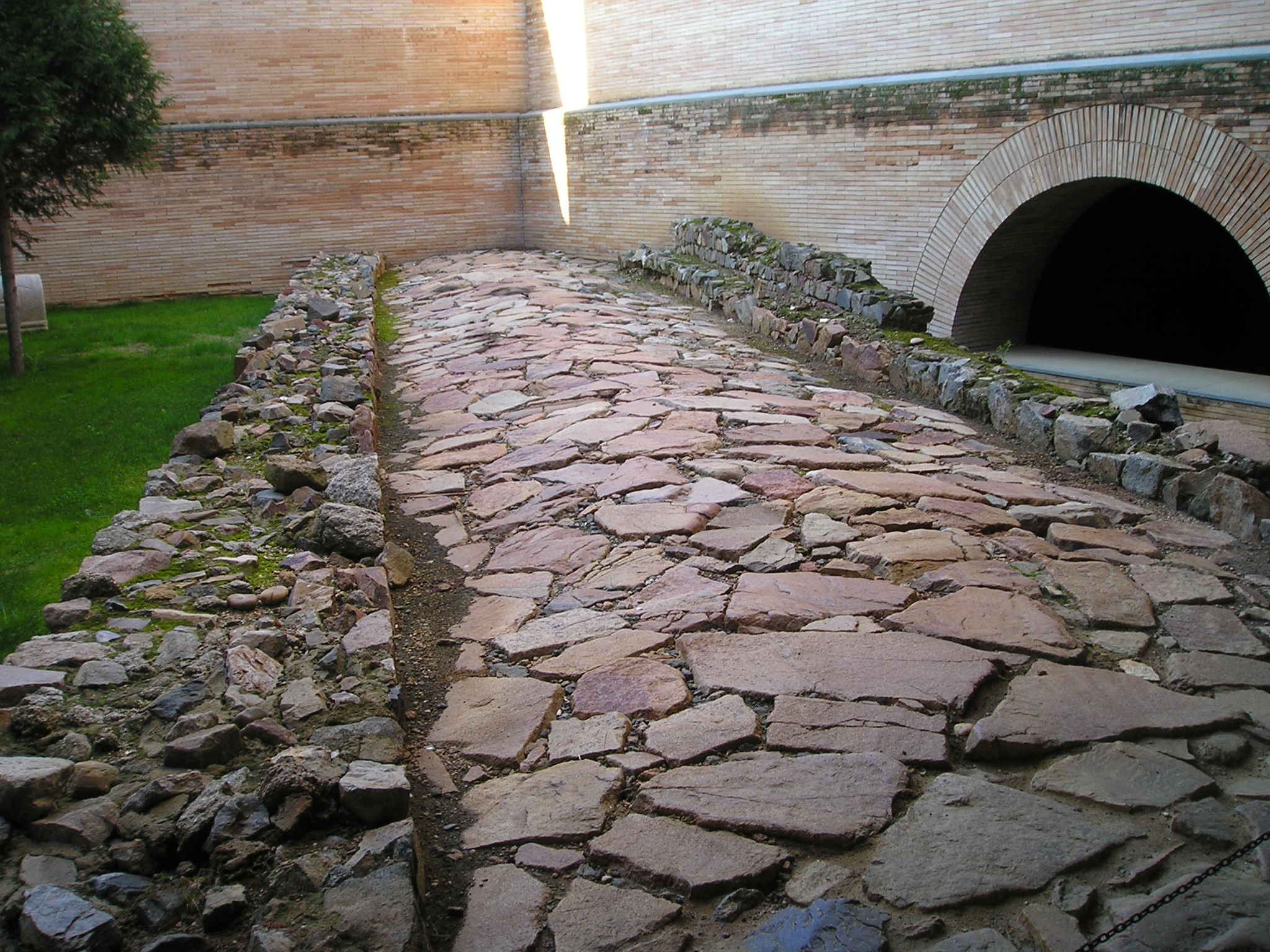
Римські вулиці добре збереглись в Мериді.
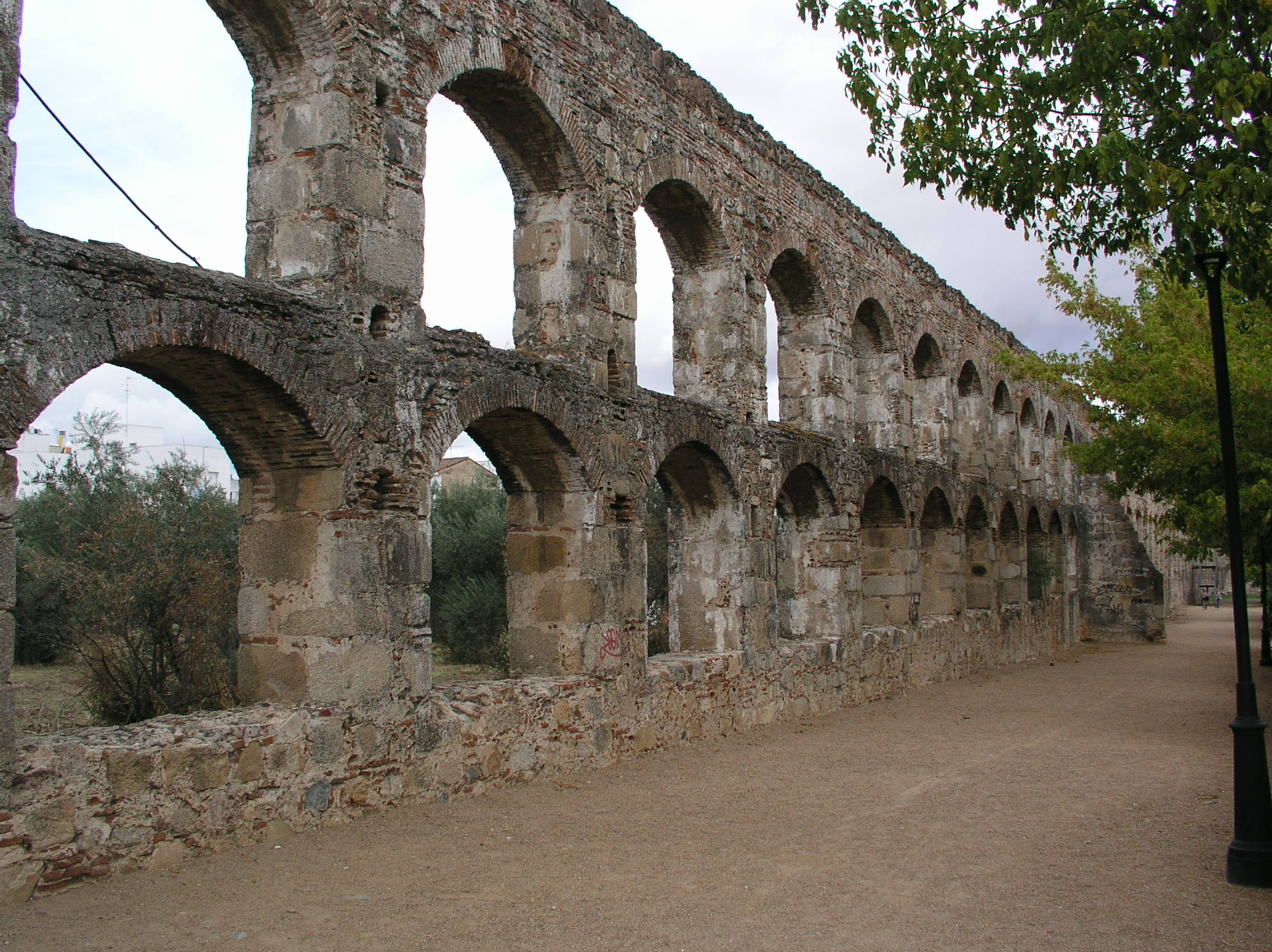
Римський акведук.
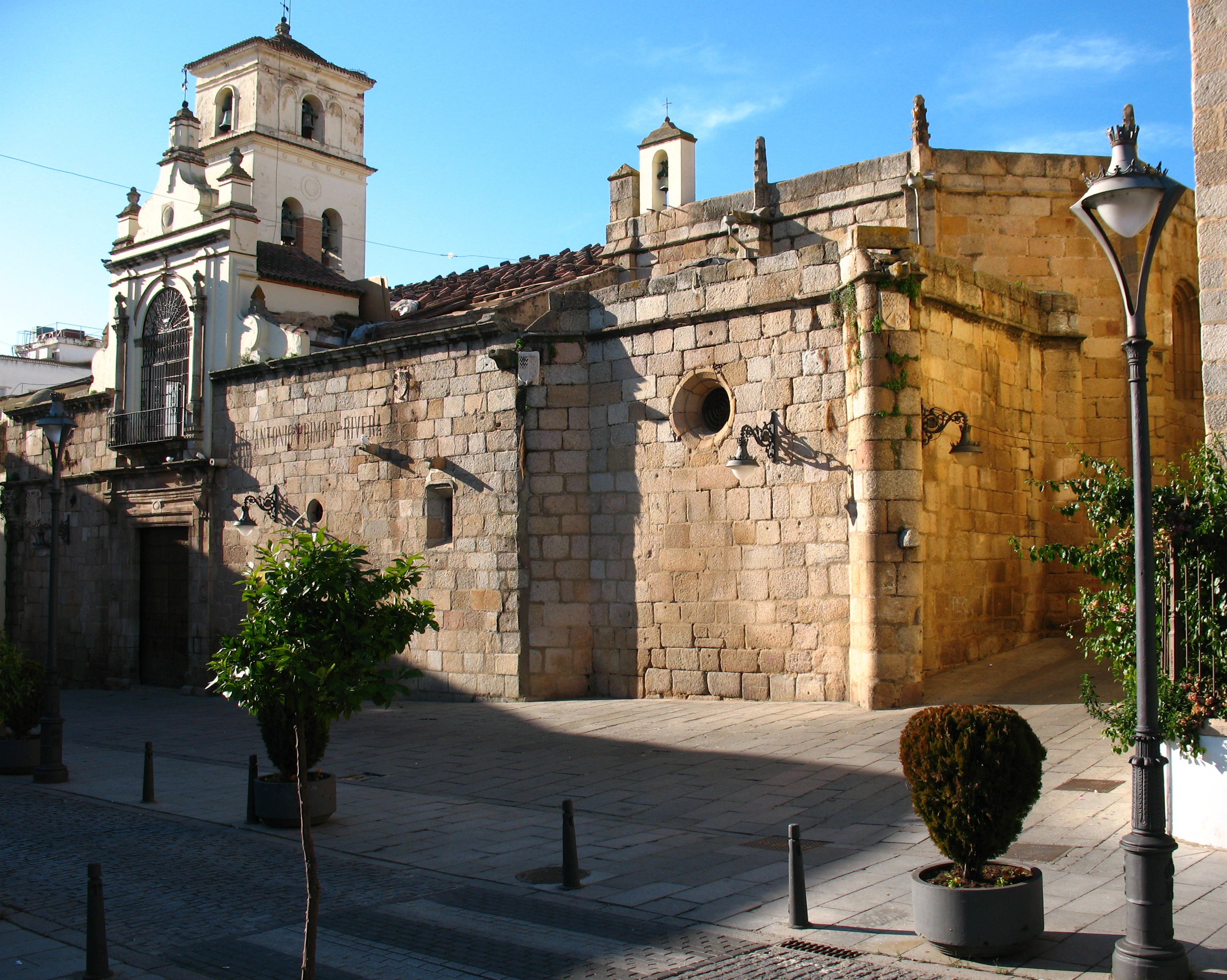
Кафедральний собор Святої Марії (1230-1579).
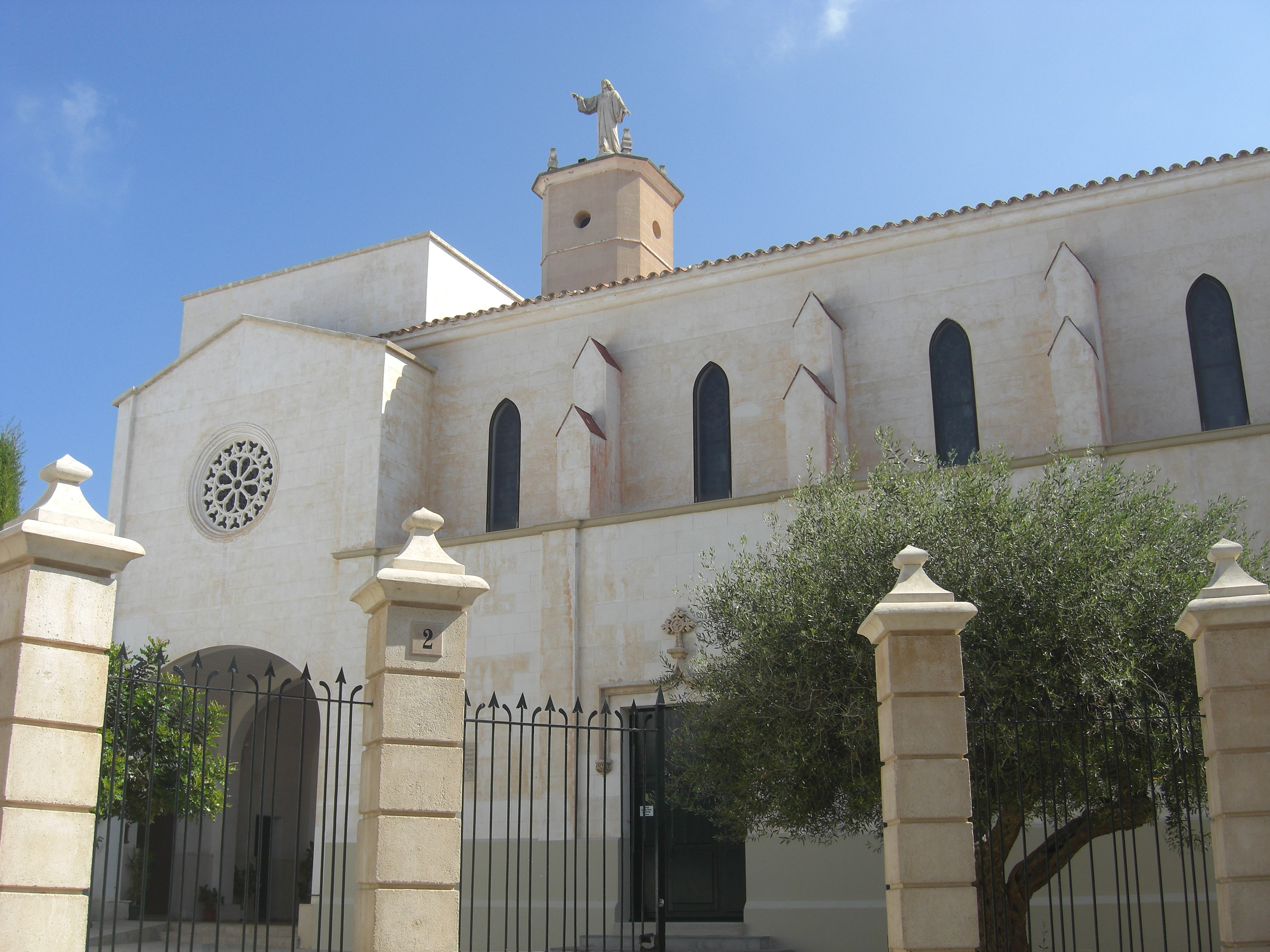
Церква Святої Клари.
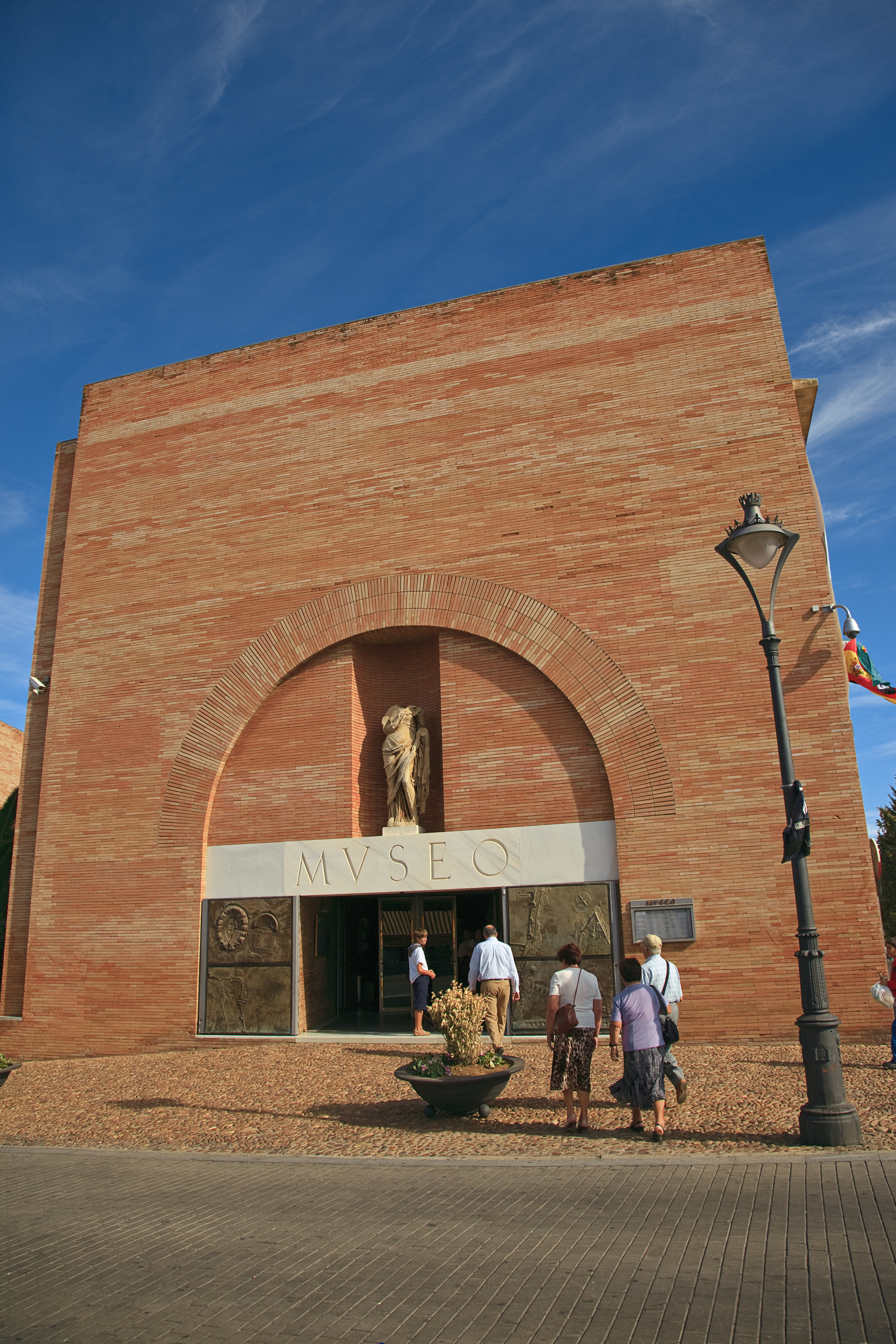
Національний музей римського мистецтва (Мерида, Іспанія).